# Bahnhofsplatz 1 (Mönchengladbach)

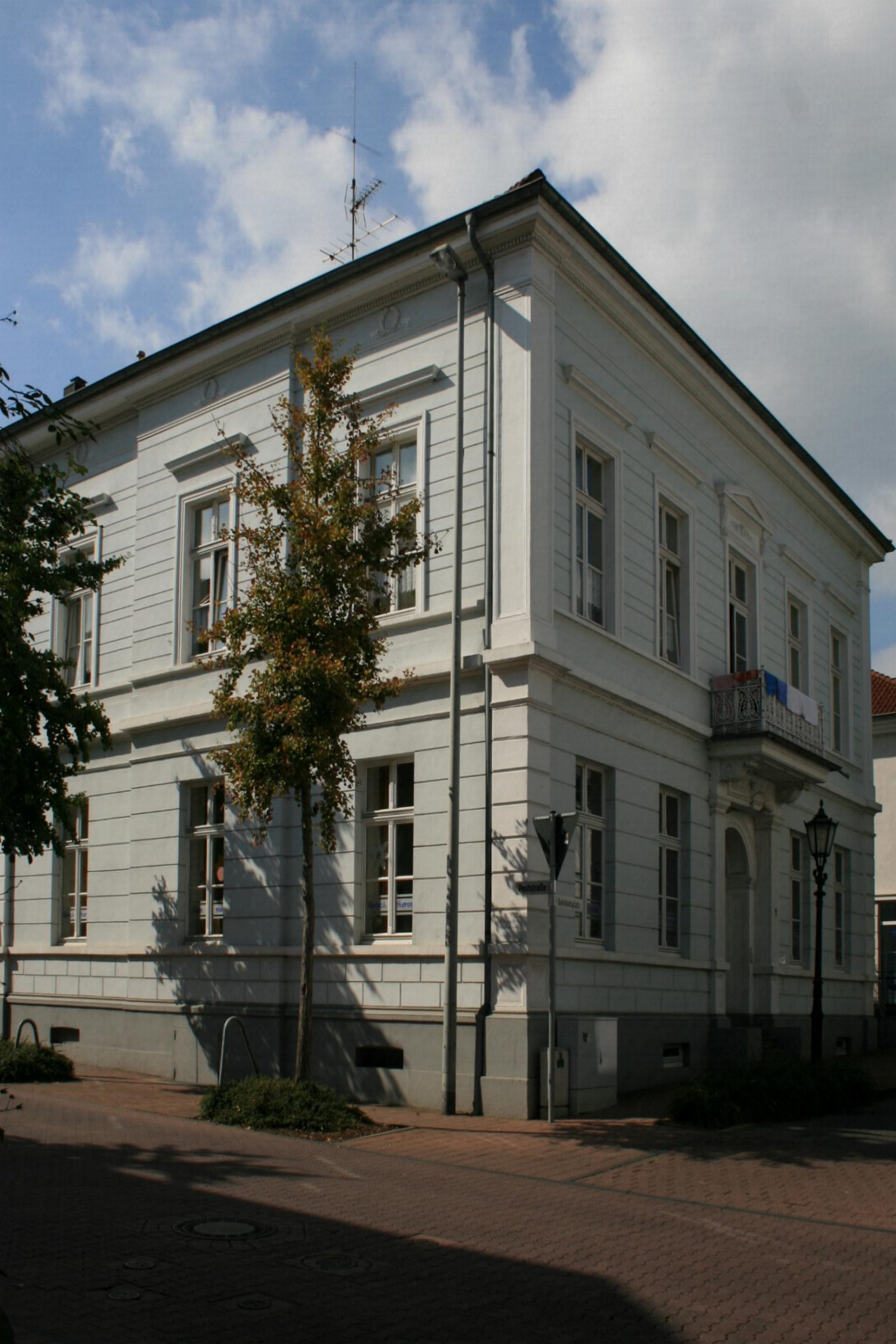
Wohnhaus (2010)

Das Wohnhaus Bahnhofsplatz 1 steht in Mönchengladbach (Nordrhein-Westfalen).
Das Wohnhaus wurde Anfang des 19. Jahrhunderts erbaut. Es ist unter Nr. B 023 am 14. Mai  1985 in die Denkmalliste der Stadt Mönchengladbach eingetragen worden.

## Architektur
Das heutige Eckgebäude war ehemals ein Villengebäude aus dem 19. Jahrhundert. Das zweigeschossige verputzte Haus trägt ein Zeltdach. Der mittige Hauseingang hat eine Rundbogenausführung im Türbereich. Die Balkonbrüstung enthält originale gusseiserne Gitter. Etwa zur Jahrhundertwende ist eine Umnutzung der alten Villa zur Nutzung als Gaststätte mit Hotelbetrieb erfolgt.